# 吴淳镛
吴淳镛（？—？），浙江归安（今浙江湖州）人，是一名清朝政治人物。
吴淳镛曾于1859年接替刘希瀛任宝山县知县一职，1860年由曹锡　接任。